# 索妮雅·阿瑪
索妮雅·阿瑪（英語：Sonia Ben Ammar，1999年2月19日—）是一位突尼西亞-法國模特兒和歌手。2023年參與電影《私刑教育3》的演出。

## 來源
1. ↑  . mujerhoy.com. 15 October 2018  [2021-05-26]. （原始内容存档于2021-05-26） （西班牙语）.

## 外部連接
- 索妮雅·阿瑪在Enjoy Movie上的電影作品列表 （页面存档备份，存于）